# Vasilīs Kavvadas
Vasilīs Kavvadas (in greco Βασίλης Καββαδάς?; Atene, 28 dicembre 1991) è un cestista greco.

## Carriera
Dal 2010 al 2013 milita nel Paniónios. Nel 2012 ha esordito in Nazionale, con la cui maglia disputa gli Europei 2013.

## Palmarès
- Campionato greco: 1

Olympiacos: 2014-15
- Coppa di Grecia: 1

AEK Atene: 2017-18
- Supercoppa greca: 1

Panathīnaïkos: 2021
- Basketball Champions League: 1

AEK Atene: 2017-18
- Coppa Intercontinentale: 1

AEK Atene: 2019